# معركة الجنسين
معركة الجنسين هو فيلم سيرة ذاتية رياضي صدر سنة 2017 من إخراج جوناثان دايتون وفاليري فاريس وكتابة سيمون بوفوي. قصة الفيلم مبنية على احداث مباراة التنس التي جرت سنة 1973 بين بيلي جين كينغ وروبرت ريجز. الفيلم من بطولة إيما ستون وستيف كارل رفقة أندريا رايزبورو، إليزابيث شو، أوستن ستويل، بيل بولمان وسارة سيلفرمان في أدوار مساعدة.
عرض الفيلم لأول مرة في مرجان تيلوريد السينمائي بتاريخ 2 سبتمبر 2017، وأطلقته فوكس في دور السينما بالولايات المتحدة بتاريخ 22 سبتمبر. تلقى الفيلم مراجعات إيجابية من طرف النقاد الذين أثنوا على أداء إيما ستون  وستيف كارل، حيث وصفه البعض بأنه أفضل أداء قدمه كارل في مسيرته المهنية. ترشح كل من ستون وكارل لجائزة غولدن غلوب على أدائهما في الفيلم.

## القصة
الفيلم يصور الأحداث السابقة للمباراة التي جرت بين بيلي جين كينغ (إيما ستون) وروبرت ريجز (ستيف كاريل) وحياتهما الشخصية. تهدد كينغ وغلاديس هيلدمان (سارة سيلفرمان) جاك كرامر (بيل بولمان) بإنشاء مسابقتهما الخاصة لأن كرامر أعلن عن مسابقة تنس قيمة الجائزة المقدمة للنساء فيها هي ثمن قيمة الجائزة المقدمة للرجال رغم التساوي في المبيعات. كما يطرد كرامر النساء المنضمات للمسابقة الجديدة من رابطة لاون للتنس.

## طاقم العمل
- إيما ستون بدور بيلي جين كينغ
- ستيف كارل بدور روبر ريجز
- أندريا رايزبورو بدور مارلين بارنيت.
- سارة سيلفرمان كما غلاديس هيلدمان
- بيل بولمان بدور جاك كرامر
- آلان كومينغ بدور تيد تينلين
- إليزابيث شو بدور بريسيلا ويلن.
- أوستن ستويل بدور لاري كينغ.
- ناتالي موراليس بدور روزي كاسالس.
- إريك كريستيان أولسن بدور لورني كويل.
- لويس بولمان
- جيسيكا ماكنامي بدور مارغريت كورت.
- مارثا ماسيساك بدور جين بارتكوفيتش.
- ميكي سمنر بدور فاليري زيجينفوس.
- لورين كلاين بدور نانسي ريتشي
- آشلي وينولد بدور كريستي بيجن
- فيدان ماناشيروفا بدور جودي تيجارت-دالتون
- كايتلين كريستيان بدور كيري ميلفيل
- بريدلي إليوت بدور جولي هيلدمان.
- والاس لانجهام بدور هنري.
- فريد آرميسين بدور ريو بلير
- كريس بارنيل بدور DJ
- جون سي مغنيلي بدور هيرب.
- توم كيني بدور بوب ساندرز

## الإصدار
عرض الفيلم لأول مرة في مهرجان تيلوريد السينمائي بتاريخ 2 سبتمبر 2017. كما عرض في مهرجان تورونتو السينمائي الدولي بتاريخ 10 سبتمبر 10. وفي مهرجان لندن السينمائي يوم 7 أكتوبر من نفس السنة. وعرض الفيلم بشكل محدود في الولايات المتحدة بتاريخ 22 سبتمبر ثم تم عرضه وطنيًا في الأسبوع التالي.

### شباك التذاكر
حقق الفيلم بدءًا من 19 ديسمبر 12.6 مليون دولار في الولايات المتحدة وكندا، و 5.2 مليون دولار في الأقاليم الأخرى، أي ما مجموعه 17.8 مليون دولار عالميًا.

### ردود النقاد
حصل الفيلم في الطماطم الفاسدة على معدل قبول قدره 86 بالمئة بناءًا 245 مراجعة، مع متوسط تقييم قدره 7.2/10. وعلى موقع ميتاكريتيك فيملك الفيلم على تقييم 73 من أصل 100  بناء على 46 مراجعة أي أنه حصل على «مراجعات إيجابية عمومًا». أما في استطلاع أجراه موقع سينماسكور فقد حصل الفيلم على  درجة "A" 

### الجوائز
| الجائزة                     | تاريخ الحفل    | الفئة                               | المترشح    | نتيجة       | Ref.   |
| --------------------------- | -------------- | ----------------------------------- | ---------- | ----------- | ------ |
| جائزة اختيار النقاد للأفلام | 11 يناير 2018  | أفضل ممثل في فيلم كوميدي            | ستيف كارل  | في الانتظار | [ 13 ] |
| جائزة اختيار النقاد للأفلام | 11 يناير 2018  | أفضل ممثلة في فيلم كوميدي           | إيما ستون  | في الانتظار | [ 13 ] |
| جوائز غولدن غلوب            | 7 يناير 2018   | أفضل ممثل – فيلم موسيقي أو كوميدي   | ستيف كاريل | في الانتظار | [ 14 ] |
| جوائز غولدن غلوب            | 7 يناير 2018   | أفضل ممثلة – فيلم كوميدي أو موسيقي  | إيما ستون  | في الانتظار | [ 14 ] |
| جائزة ساتالايت              | 10 فبراير 2018 | أفضل ممثلة – فيلم                   | إيما ستون  | في الانتظار | [ 15 ] |
| جائزة نقابة ممثلي الشاشة    | 21 يناير 2018  | أداء متميز من طرف ممثل في دور مساند | ستيف كارل  | في الانتظار |        |

## روابط خارجية
- معركة الجنسين على موقع IMDb (الإنجليزية)
- معركة الجنسين على موقع ميتاكريتيك (الإنجليزية)
- معركة الجنسين على موقع روتن توميتوز (الإنجليزية)
- معركة الجنسين على موقع نتفليكس (الإنجليزية)
- معركة الجنسين على موقع قاعدة بيانات الأفلام العربية
- معركة الجنسين على موقع ألو سيني (الفرنسية)
- معركة الجنسين على موقع Turner Classic Movies (الإنجليزية)
- معركة الجنسين على موقع أول موفي (الإنجليزية)
- معركة الجنسين على موقع بوكس أوفيس موجو (الإنجليزية)
- معركة الجنسين على موقع فيلمافينيتي (الإسبانية)